# Koehler Escoffier
Pour les articles homonymes, voir Koehler et Escoffier.

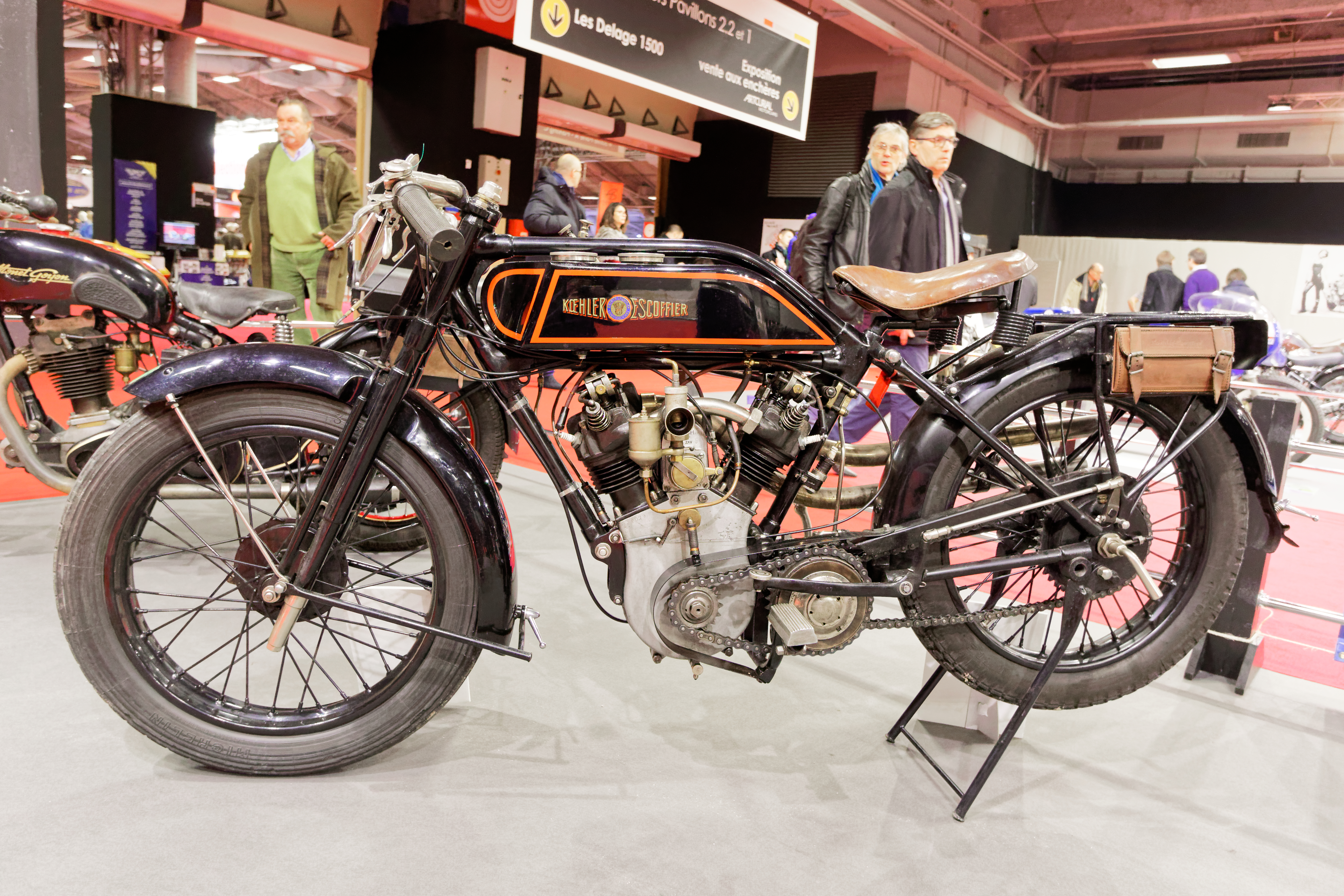
Koehler-Escoffier Mandoline 1928.

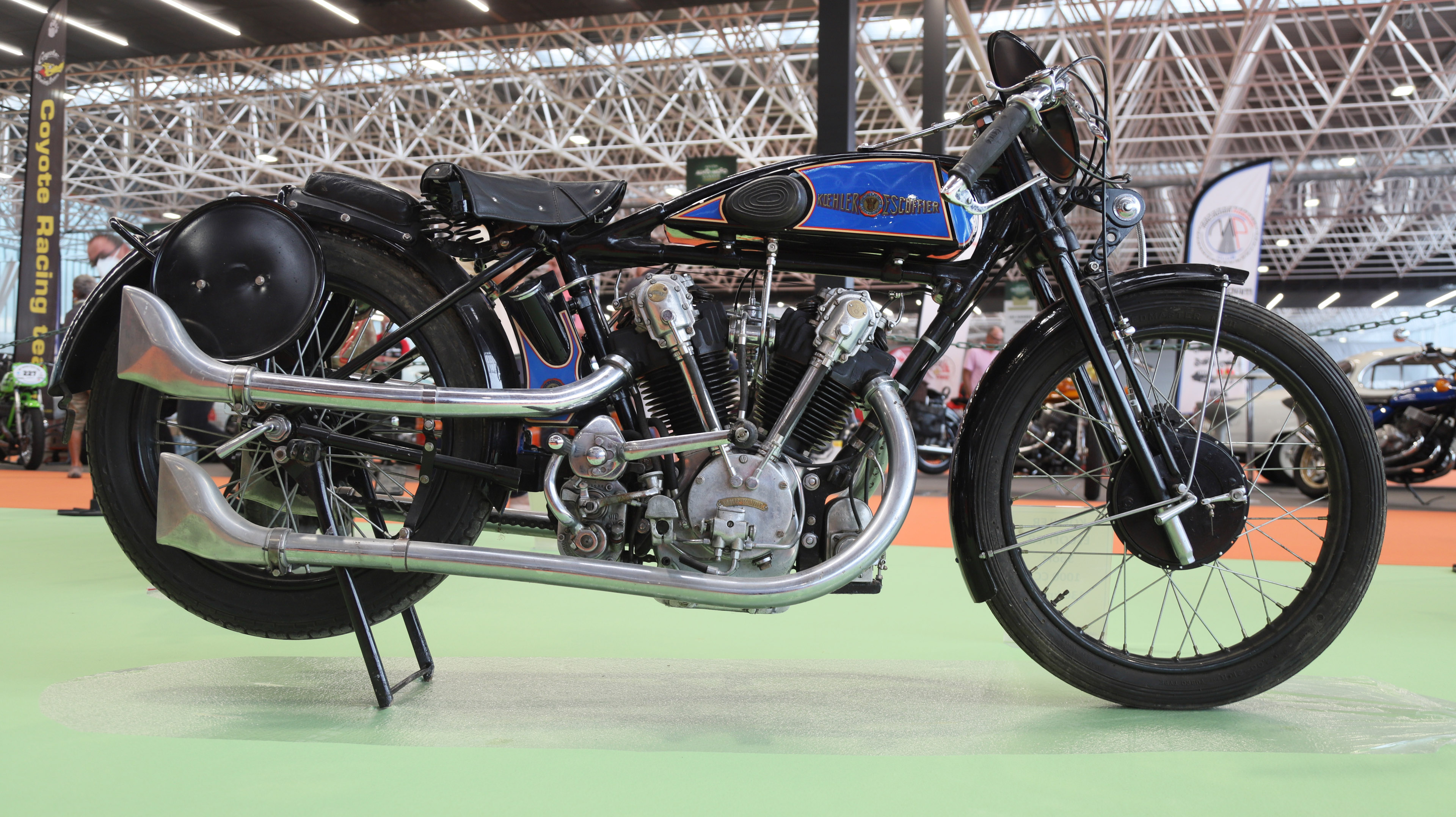
Koelher Escoffier 1000 cm3 1926.

Koehler-Escoffier était une marque française de motos, fondée en 1912 par Marcel Koehler, ingénieur ECL, et Jules Escoffier, ancien mécanicien chez Magnat-Debon.
Elle prend la suite de la marque Escoffier, fondée en 1911.
La marque construisit un moteur surnommé la mandoline, un V-twin culbuté de 500 cm3.
Jules Escoffier meurt en 1914.
La société est rachetée en 1922 par Raymond Guiguet. Cette année est aussi marquée par la fabrication d'une moto monocylindre de 500 cm3 et d'une bicylindre de 1 000 cm3.
La société lance la fabrication de moteurs à quatre soupapes par cylindre dès 1926.
Elle est rachetée par Monet-Goyon en 1929, puis disparaîtra en 1957.
Marcel Koehler est l'un des cofondateurs en décembre 1939 de la société Facel, qu'il dirigea jusqu'à l'arrivée de Jean Daninos en 1945, lequel, passionné de rapides et luxueuses automobiles, créa en 1954 l'ultime marque de prestige française Facel Vega.